# Asociación Porteña de Fútbol Profesional 1941
El Campeonato de la Asociación Porteña de Fútbol Profesional 1941 o simplemente La Porteña 1941 (por como era conocida popularmente), fue la 2.a edición de este torneo, competición de carácter oficial y profesional, correspondiente a la temporada 1941 se jugó en paralelo al implementado en Santiago por la Asociación Central de Fútbol de Chile. Fue organizado por la Asociación Porteña de Fútbol Profesional.
Este torneo presentó dos novedades, una es la incorporación del Club Deportivo Fosfato Cemento Melón de La Calera a la Asociación Porteña de Fútbol Profesional, conjunto que dejó de competir temporalmente entre la octava y décima fecha debido a que le resultaba muy costoso trasladarse a Valparaíso en jornadas a mitad de semana durante diciembre. La otra es el formato de juego, al jugarse dos ruedas en vez de una.
El campeón fue el Santiago Wanderers Football Club, que, en la novena fecha venció por 2:0 a Deportes Viña del Mar, adjudicándose su primer título de la Asociación Porteña de Fútbol Profesional una jornada antes de finalizar el torneo.

## Sistema de competición
Consta de un grupo único integrado por seis clubes de la Provincia de Valparaíso . Siguiendo un sistema de liga, los seis equipos se enfrentaron todos contra todos en dos ocasiones, en campo neutro, sumando un total de 10 jornadas. El orden de los encuentros fue decidido por sorteo antes de empezar la competición.
La clasificación final se establecerá teniendo en cuenta los puntos obtenidos en cada enfrentamiento, a razón de dos por partido ganado, uno por empate y ninguno en caso de derrota. Si al finalizar el campeonato dos equipos igualan a puntos, los mecanismos para desempatar la clasificación son los siguientes:
- El que tiene una mayor diferencia entre goles a favor y en contra en los enfrentamientos entre ambos.
- Si persiste el empate, se tiene en cuenta la diferencia de goles a favor y en contra en todos los encuentros del campeonato.

Si el empate a puntos se produce entre tres o más clubes, los sucesivos mecanismos de desempate son los siguientes:
- La mejor puntuación que a cada uno corresponde a tenor de los resultados de los partidos jugados entre sí por los clubes implicados.
- La mayor diferencia de goles a favor y en contra, considerando únicamente los partidos jugados entre sí por los clubes implicados.
- La mayor diferencia de goles a favor y en contra teniendo en cuenta todos los encuentros del campeonato.
- El mayor número de goles a favor teniendo en cuenta todos los encuentros del campeonato.

## Equipos participantes
| Equipo                               | Ciudad                        |
| ------------------------------------ | ----------------------------- |
| Deportes Viña del Mar                | Viña del Mar                  |
| Deportivo Las Zorras                 | Valparaíso (Cerro Las Zorras) |
| Fosfato Cemento Melón                | La Calera                     |
| Gimnástico-Administración del Puerto | Valparaíso                    |
| La Cruz FC                           | Valparaíso (Cerro La Cruz)    |
| Santiago Wanderers FC                | Valparaíso                    |

## Clasificación
|    | Equipo                           | PTS | PJ | PG | PE | PP | GF | GC | DG  |
| -- | -------------------------------- | --- | -- | -- | -- | -- | -- | -- | --- |
| 1. | Santiago Wanderers FC            | 17  | 10 | 8  | 1  | 1  | 34 | 18 | +16 |
| 2. | Gimnástico-Administración Puerto | 14  | 10 | 6  | 2  | 2  | 26 | 16 | +10 |
| 3. | La Cruz FC                       | 9   | 10 | 3  | 3  | 4  | 18 | 25 | -7  |
| 4. | Fosfato Cemento Melón            | 7   | 10 | 3  | 1  | 6  | 15 | 18 | -3  |
| 5. | Deportes Viña del Mar            | 7   | 10 | 2  | 3  | 5  | 10 | 17 | -7  |
| 6. | Deportivo Las Zorras             | 6   | 10 | 3  | 0  | 7  | 17 | 26 | -9  |

     Campeón.

## Resultados

### Primera Rueda
| Fecha 1               | Fecha 1   | Fecha 1                          | Fecha 1                 | Fecha 1         |
| Local                 | Resultado | Visita                           | Estadio                 | Fecha           |
| --------------------- | --------- | -------------------------------- | ----------------------- | --------------- |
| La Cruz               | 3 - 1     | Deportivo Las Zorras             | Municipal de Valparaíso | 20 de abril     |
| Fosfato Cemento Melón | 3 - 1     | Deportes Viña del Mar            | Municipal de Valparaíso | 20 de abril     |
| Santiago Wanderers    | 3 - 2     | Gimnástico-Administración Puerto | Municipal de Valparaíso | 7 de septiembre |

| Fecha 2               | Fecha 2   | Fecha 2                          | Fecha 2                 | Fecha 2     |
| Local                 | Resultado | Visita                           | Estadio                 | Fecha       |
| --------------------- | --------- | -------------------------------- | ----------------------- | ----------- |
| La Cruz               | 3 - 1     | Gimnástico-Administración Puerto | Municipal de Valparaíso | 15 de junio |
| Santiago Wanderers    | 4 - 0     | Fosfato Cemento Melón            | Municipal de Valparaíso | 15 de junio |
| Deportes Viña del Mar | 2 - 1     | Deportivo Las Zorras             | Municipal de Valparaíso | 3 de agosto |

| Fecha 3                          | Fecha 3   | Fecha 3               | Fecha 3                 | Fecha 3      |
| Local                            | Resultado | Visita                | Estadio                 | Fecha        |
| -------------------------------- | --------- | --------------------- | ----------------------- | ------------ |
| La Cruz                          | 1 - 1     | Deportes Viña del Mar | Municipal de Valparaíso | 29 de junio  |
| Santiago Wanderers               | 4 - 3     | Deportivo Las Zorras  | Municipal de Valparaíso | 31 de agosto |
| Gimnástico-Administración Puerto | 2 - 1     | Fosfato Cemento Melón | Municipal de Valparaíso | 31 de agosto |

| Fecha 4               | Fecha 4   | Fecha 4                          | Fecha 4                 | Fecha 4     |
| Local                 | Resultado | Visita                           | Estadio                 | Fecha       |
| --------------------- | --------- | -------------------------------- | ----------------------- | ----------- |
| Fosfato Cemento Melón | 3 - 1     | Deportivo Las Zorras             | Municipal de Valparaíso | 25 de mayo  |
| Santiago Wanderers    | 4 - 3     | La Cruz                          | Municipal de Valparaíso | 25 de mayo  |
| Deportes Viña del Mar | 2 - 2     | Gimnástico-Administración Puerto | Las Zorras              | 29 de junio |

| Fecha 5                          | Fecha 5   | Fecha 5               | Fecha 5                 | Fecha 5     |
| Local                            | Resultado | Visita                | Estadio                 | Fecha       |
| -------------------------------- | --------- | --------------------- | ----------------------- | ----------- |
| Santiago Wanderers               | 4 - 2     | Deportes Viña del Mar | Municipal de Valparaíso | 1 de junio  |
| Fosfato Cemento Melón            | 4 - 2     | La Cruz               | Municipal de Valparaíso | 1 de junio  |
| Gimnástico-Administración Puerto | 3 - 1     | Las Zorras            | Municipal de Valparaíso | 29 de junio |

### Segunda Rueda
| Fecha 6                          | Fecha 6   | Fecha 6               | Fecha 6    | Fecha 6       |
| Local                            | Resultado | Visita                | Estadio    | Fecha         |
| -------------------------------- | --------- | --------------------- | ---------- | ------------- |
| Santiago Wanderers               | 6 - 3     | Deportivo Las Zorras  | Las Zorras | 12 de octubre |
| Gimnástico-Administración Puerto | 3 - 3     | Fosfato Cemento Melón | Las Zorras | 12 de octubre |
| La Cruz                          | 1 - 1     | Deportes Viña del Mar | Las Zorras | 19 de octubre |

| Fecha 7               | Fecha 7   | Fecha 7                          | Fecha 7                 | Fecha 7       |
| Local                 | Resultado | Visita                           | Estadio                 | Fecha         |
| --------------------- | --------- | -------------------------------- | ----------------------- | ------------- |
| Santiago Wanderers    | 2 - 1     | Fosfato Cemento Melón            | Las Zorras              | 19 de octubre |
| Deportivo Las Zorras  | 3 - 2     | La Cruz                          | Municipal de Valparaíso | 26 de octubre |
| Deportes Viña del Mar | 0 - 2     | Gimnástico-Administración Puerto | Municipal de Valparaíso | 26 de octubre |

| Fecha 8               | Fecha 8   | Fecha 8                          | Fecha 8                 | Fecha 8         |
| Local                 | Resultado | Visita                           | Estadio                 | Fecha           |
| --------------------- | --------- | -------------------------------- | ----------------------- | --------------- |
| Deportes Viña del Mar | 0 - 1     | Deportivo Las Zorras             | Municipal de Valparaíso | 16 de noviembre |
| Santiago Wanderers    | 2 - 1     | Gimnástico-Administración Puerto | Municipal de Valparaíso | 16 de noviembre |
| La Cruz               | 1 - 0     | Fosfato Cemento Melón            | Municipal de Valparaíso | 3 de diciembre  |

| Fecha 9                          | Fecha 9   | Fecha 9               | Fecha 9                 | Fecha 9        |
| Local                            | Resultado | Visita                | Estadio                 | Fecha          |
| -------------------------------- | --------- | --------------------- | ----------------------- | -------------- |
| Deportes Viña del Mar            | 0 - 2     | Santiago Wanderers    | Municipal de Valparaíso | 3 de diciembre |
| Gimnástico-Administración Puerto | 4 - 1     | La Cruz               | Municipal de Valparaíso | 6 de diciembre |
| Deportivo Las Zorras             | 1 - 0     | Fosfato Cemento Melón | Municipal de Valparaíso | 6 de diciembre |

| Fecha 10                         | Fecha 10  | Fecha 10              | Fecha 10                | Fecha 10        |
| Local                            | Resultado | Visita                | Estadio                 | Fecha           |
| -------------------------------- | --------- | --------------------- | ----------------------- | --------------- |
| Gimnástico-Administración Puerto | 3 - 2     | Deportivo Las Zorras  | Municipal de Valparaíso | 8 de diciembre  |
| Santiago Wanderers               | 3 - 3     | La Cruz               | Municipal de Valparaíso | 8 de diciembre  |
| Fosfato Cemento Melón            | 0 - 1     | Deportes Viña del Mar | Cemento Melón           | 14 de diciembre |

## Campeón
| Santiago Wanderers FC |
| Campeón               |
| 1.° título            |

## Estadísticas

### Goleadores
| Jugador          | Equipo                           | Anot. |
| ---------------- | -------------------------------- | ----- |
| Eduardo Herrera  | Santiago Wanderers FC            | 13    |
| Daniel Salinas   | Gimnástico-Administración Puerto | 13    |
| Celestino García | Santiago Wanderers FC            | 8     |

#### Periódicos y publicaciones
- Diario La Unión (20.280). 1941.
- Diario La Unión (20.315). 1941.
- Diario La Unión (20.322). 1941.
- Diario La Unión (20.336). 1941.
- Diario La Unión (20.350). 1941.
- Diario La Unión (20.385). 1941.
- Diario La Unión (20.353). 1941.
- Diario La Unión (20.360). 1941.
- Diario La Unión (20.367). 1941.
- Diario La Unión (20.395). 1941.
- Diario La Unión (20.402). 1941.
- Diario La Unión (20.409). 1941.
- Diario La Unión (20.430). 1941.
- Diario La Unión (20.447). 1941.
- Diario La Unión (20.450). 1941.
- Diario La Unión (20.452). 1941.

| Predecesor: La Porteña 1940 octubre ‑ diciembre de 1940 | Campeonato oficial de la Asociación Porteña de Fútbol Profesional La Porteña 1941 abril ‑ diciembre de 1941 | Sucesor: La Porteña 1942 octubre ‑ noviembre de 1942 |

- Datos: Q115476288